# Generalmajor

Generalmajor é a variante germânica de major-general, usada em vários países da Europa Central e do Norte.

## Dinamarca
Generalmajor é o segundo posto de oficial general mais baixo no Exército Real Dinamarquês e na Força Aérea Real Dinamarquesa. Como um posto de duas estrelas, é o equivalente ao posto de contra-almirante da Marinha Dinamarquesa.
A classificação é classificada como OF-7 dentro da OTAN. Tem o grau de M404 dentro da estrutura salarial do Ministério da Defesa. O posto de major-general é reservado ao chefe do exército e da força aérea.

### História
Em 25 de maio de 1671, os postos foram codificados, pelo rei Cristiano V, com a publicação da ordem de precedência dinamarquesa . Aqui os generais do ramo foram colocados abaixo do Tenente Marechal de Campo ( em dinamarquês:  Feltmarskal Lieutenant   ), e acima do posto nobre de conde e do posto militar de tenente-general.
Como parte da Reforma do Exército de 1867, as patentes de major, tenente-coronel foram removidas e apenas uma única patente de "general" foi mantida. Após a reforma de 1880, as patentes de oficial general foram reintroduzidas. Comandantes generais do 1º e 2º Comando Geral foram nomeados tenentes-generais, enquanto todos os outros foram nomeados major-general.